# Stubica (gmina Paraćin)
Stubica (cyr. Стубица) – wieś w Serbii, w okręgu pomorawskim, w gminie Paraćin. W 2011 roku liczyła 1589 mieszkańców.